# Lot (megye)
Lot (IPA: [lɔt]; okcitánul: Òlt) Franciaország egyik megyéje, a 83 eredeti département egyike, amelyeket a francia forradalom alatt 1790. március 4-én hoztak létre.

## Elhelyezkedése
Franciaország déli részén terül el, Okcitánia régió (2015 végéig Midi-Pyrénées régió) része. A  megyét keletről Cantal és Aveyron, délről Tarn-et-Garonne, nyugatról Lot-et-Garonne és Dordogne, északról pedig Corrèze megyék határolják.

## Települések
A megye legnagyobb városai 2011-ben:
| Település  | Népesség |
| ---------- | -------- |
| Cahors     | 20 224   |
| Figeac     | 9 810    |
| Gourdon    | 4 640    |
| Souillac   | 3 817    |
| Saint-Céré | 3 545    |
| Gramat     | 3 537    |
| Pradines   | 3 490    |
| Prayssac   | 2 469    |

## Galéria

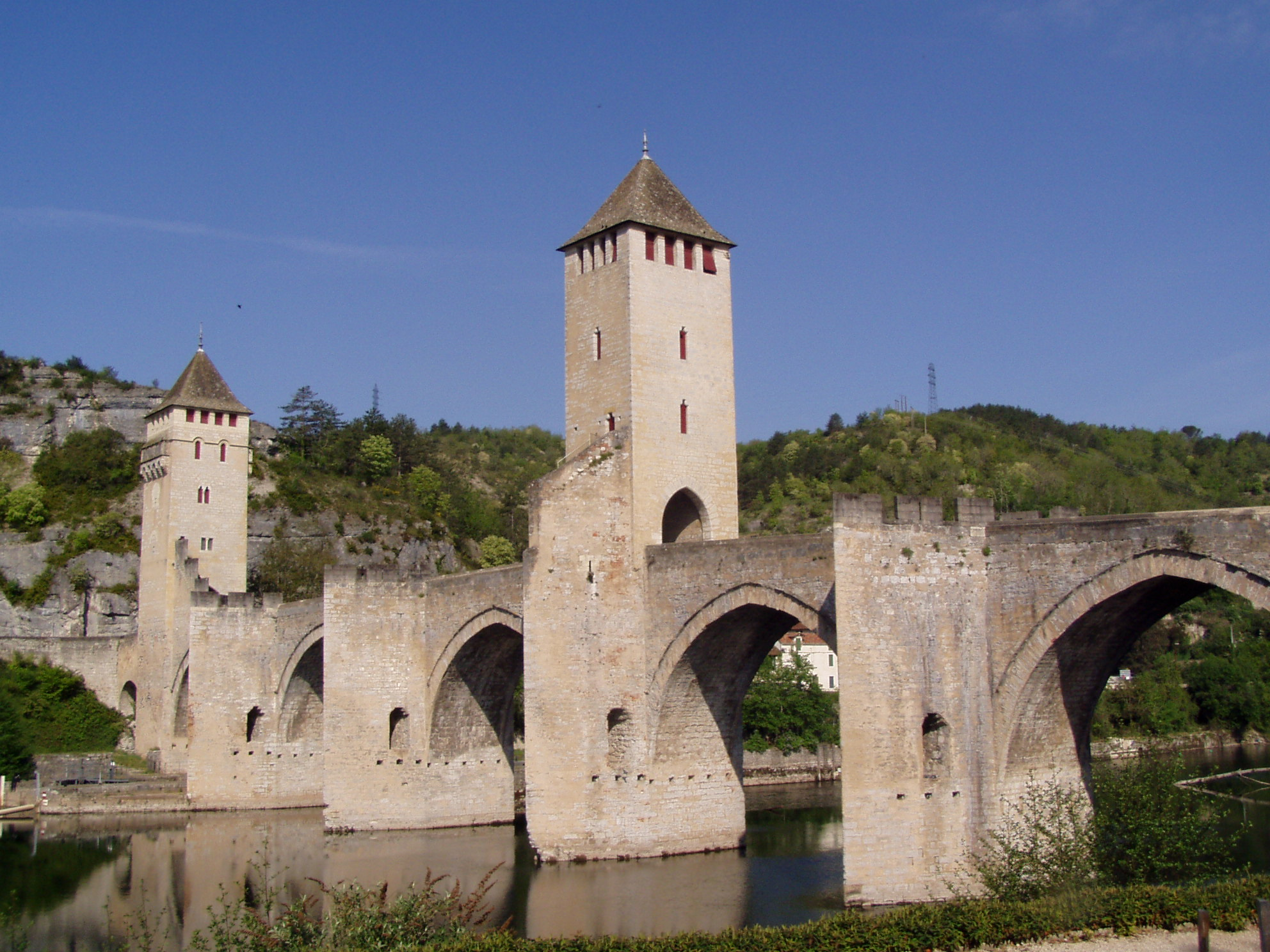
Cahors
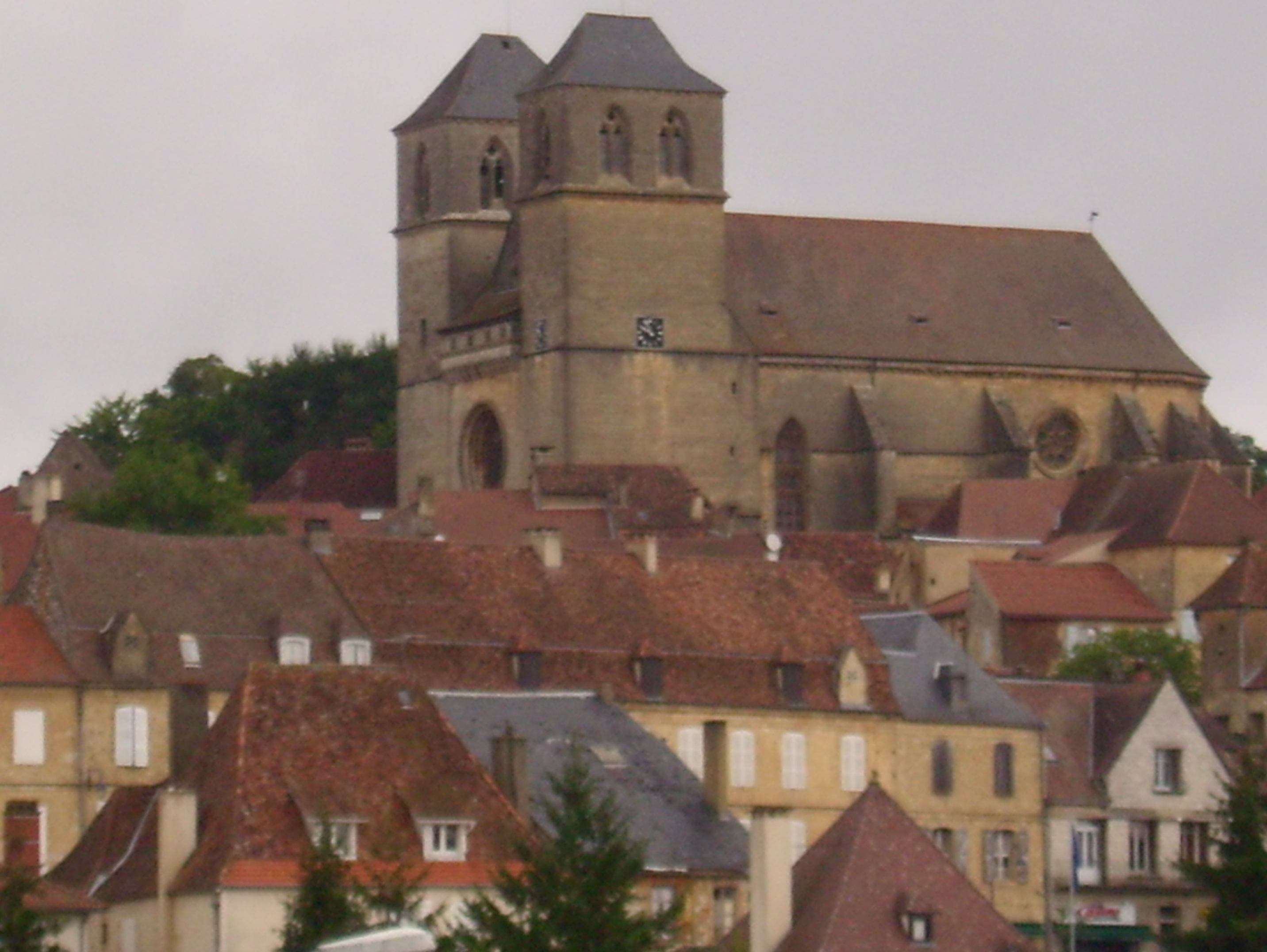
Gourdon
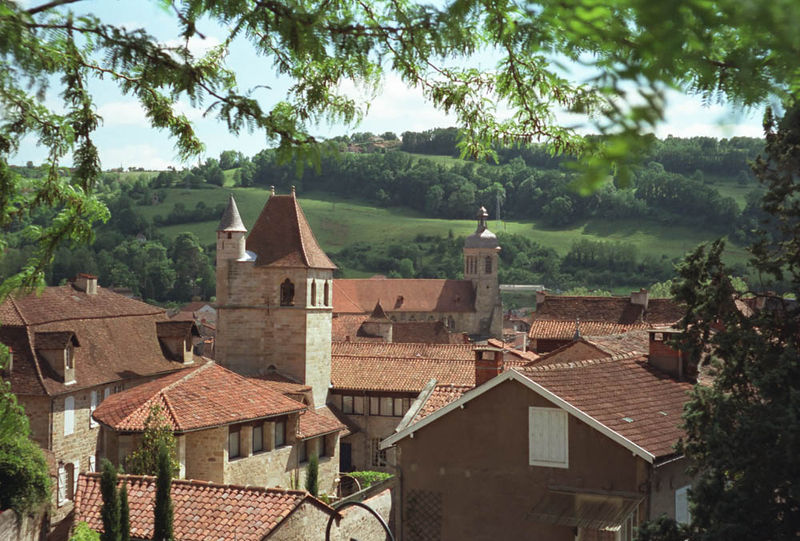
Figeac
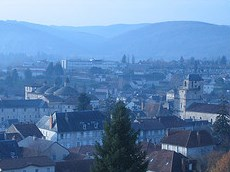
Souillac